# Jil Teichmann
Jil Belen Teichmann (Barcelona, Spanyolország, 1997. július 15. –) párosban junior Grand Slam-tornagyőztes, vegyes párosban ifjúsági olimpiai aranyérmes svájci hivatásos teniszezőnő.
2013 óta tartó pályafutása során egyéniben két WTA-, két WTA 125K- és hat ITF-tornagyőzelmet szerzett, párosban két WTA-, egy WTA 125K- és öt ITF-tornán végzett az első helyen. Legmagasabb világranglista helyezése egyéniben a 2022. július 11-én elért 21. helyezés, párosban a legjobbjaként 2022. június 20-án a 73. helyen állt.
Juniorként megnyerte a 2014-es US Open lány páros versenyét. A felnőttek között a Grand Slam-tornákon a legjobb eredménye a 4. kör, amelyig egyéniben a 2022-es Roland Garroson jutott, míg párosban a 2. kör a 2019-es US Openen és a 2020-as Roland Garroson.
2014-ben az ifjúsági olimpiai játékokon Nankingban a vegyespárosok versenyében aranyérmet szerzett.
2018 óta tagja Svájc Fed-kupa-válogatottjának.

## Junior Grand Slam döntői

### Páros

#### Győzelmek (1)
| Év   | Bajnokság | Borítás | Partner    | Ellenfél                     | Eredmény         |
| ---- | --------- | ------- | ---------- | ---------------------------- | ---------------- |
| 2014 | US Open   | Kemény  | İpek Soylu | Vera Lapko Tereza Mihaliková | 5–7, 6–2, [10–7] |

## WTA döntői

### Egyéni
| Összesítés            |                               |
| Grand Slam-torna (0)  |                               |
| Premier Mandatory (0) | WTA 1000 (mandatory)* (0)     |
| Premier Five (0)      | WTA 1000 (non-mandatory)* (0) |
| Premier (0)           | WTA 500* (0)                  |
| International (2)     | WTA 250* (0)                  |

*2021-től megváltozott a tornák kategóriáinak elnevezése.

#### Győzelmei (2)
|    | Dátum            | Torna                       | Borítás | Ellenfél a döntőben | Eredmény a döntőben | Eredmény a döntőben |
| 1. | 2019. május 4.   | Prague Open, Prága          | Salak   | Karolína Muchová    | 7–6(5), 3–6, 6–4    |                     |
| 2. | 2019. július 28. | Palermo Ladies Cup, Palermo | Salak   | Kiki Bertens        | 7–6(3), 6–2         |                     |

#### Elveszített döntői (3)
|    | Dátum               | Torna                    | Borítás | Ellenfél a döntőben | Eredmény a döntőben | Eredmény a döntőben |
| 1. | 2020. augusztus 16. | Top Seed Open, Lexington | Kemény  | Jennifer Brady      | 3–6, 4–6            |                     |
| 2. | 2021. augusztus 22. | Cincinnati Open, Mason   | Kemény  | Ashleigh Barty      | 3–6, 1–6            |                     |
| 3. | 2025. július 20.    | Iași Open, Jászvásár     | Salak   | Irina-Camelia Begu  | 0–6, 5–7            |                     |

### Páros

#### Győzelmei (2)
| Összesítés                    |
| Grand Slam-torna (0)          |
| WTA 1000 (mandatory)* (0)     |
| WTA 1000 (non-mandatory)* (0) |
| WTA 500* (0)                  |
| WTA 250* (2)                  |

|    | Dátum             | Torna                          | Borítás    | Partner         | Ellenfél a döntőben                | Eredmény a döntőben | Eredmény a döntőben |
| 1. | 2021. július 11.  | Hamburg European Open, Hamburg | Salak      | Jasmine Paolini | Astra Sharma Rosalie van der Hoek  | 6–0, 6–4            |                     |
| 2. | 2023. október 22. | Transylvania Open, Kolozsvár   | Kemény (f) | Jodie Burrage   | Léolia Jeanjean Valerija Sztrahova | 6–1, 6–4            |                     |

#### Elveszített döntői (2)
|    | Dátum               | Torna                    | Borítás | Partner        | Ellenfél a döntőben              | Eredmény a döntőben | Eredmény a döntőben |
| 1. | 2020. augusztus 16. | Top Seed Open, Lexington | Kemény  | Marie Bouzková | Hayley Carter Luisa Stefani      | 1–6, 5–7            |                     |
| 2. | 2022. június 19.    | German Open, Berlin      | Fű      | Alizé Cornet   | Storm Sanders Kateřina Siniaková | 3–6, 4–6            |                     |

## WTA 125K döntői

### Egyéni

#### Győzelmei (2)
|    | Dátum                | Torna                                              | Borítás | Ellenfél a döntőben   | Eredmény a döntőben | Eredmény a döntőben |
| 1. | 2024. szeptember 15. | Zavarovalnica Sava Ljubljana, Ljubljana, Szlovénia | Salak   | Nuria Párrizas Díaz   | 7–6(8), 6–4         |                     |
| 2. | 2025. február 9.     | L&T Mumbai Open, Mumbai, India                     | Kemény  | Mananchaya Sawangkaew | 6–3, 6–4            |                     |

### Páros

#### Győzelmei (1)
|    | Dátum            | Torna                                                                     | Borítás | Partner     | Ellenfelek a döntőben       | Eredmény a döntőben | Eredmény a döntőben |
| 1. | 2018. január 25. | Oracle Challenger Series – Newport Beach, Newport Beach, Egyesült Államok | Kemény  | Doi Miszaki | Jamie Loeb Rebecca Peterson | 7–6(4), 1–6, [10–8] |                     |

#### Elveszített döntői (1)
|    | Dátum                | Torna                                              | Borítás | Partner         | Ellenfelek a döntőben                | Eredmény a döntőben | Eredmény a döntőben |
| 1. | 2024. szeptember 14. | Zavarovalnica Sava Ljubljana, Ljubljana, Szlovénia | Salak   | Lina Gjorcheska | Nuria Brancaccio Leyre Romero Gormaz | 7–5, 5–7, [7–10]    |                     |

## ITF-döntői (11–12)

### Egyéni: 12 (6–6)
| Díjazás               |
| --------------------- |
| $100,000 torna        |
| $75,000 torna         |
| $50,000/$60,000 torna |
| $25,000 torna         |
| $15,000 torna         |
| $10,000 torna         |

| Borításonként |
| ------------- |
| Kemény (0–1)  |
| Salak (6–5)   |
| Fű (0–0)      |
| Szőnyeg (0–0) |

| Eredmény | No. | Dátum               | Torna                             | Borítás | Ellenfél                  | Eredmény         |
| -------- | --- | ------------------- | --------------------------------- | ------- | ------------------------- | ---------------- |
| Döntős   | 0–1 | 2014. október       | ITF Sarm es-Sejk, Egyiptom        | Kemény  | Polina Lejkina            | 2–6, 0–6         |
| Győztes  | 1–1 | 2015. augusztus 30. | ITF Braunschweig, Németország     | Salak   | Jekatyerina Alekszandrova | 6–3, 6–3         |
| Győztes  | 2–1 | 2016. június 19.    | ITF Montpellier, Franciaország    | Salak   | Montserrat Gonzalez       | 6–2, 7–6(6)      |
| Győztes  | 3–1 | 2016. június 25.    | ITF Périgueux, Franciaország      | Salak   | Olga Sáez Larra           | 6–3, 6–3         |
| Győztes  | 4–1 | 2016. november 6.   | ITF Hammamet, Tunézia             | Salak   | Diana Enache              | 6–4, 6–4         |
| Döntős   | 4–2 | 2017. február       | ITF Kairó, Egyiptom               | Salak   | Chantal Škamlová          | 6–3, 6–7(1), 1–6 |
| Döntős   | 4–3 | 2017. február       | ITF Hammamet, Tunézia             | Salak   | Georgina García Pérez     | 5–7, 2–6         |
| Győztes  | 5–3 | 2017. április 23.   | ITF Chiasso, Svájc                | Salak   | Kathinka von Deichmann    | 2–6, 6–3, 6–2    |
| Döntős   | 5–4 | 2017. május         | ITF Cagnes-sur-Mer, Franciaország | Salak   | Beatriz Haddad Maia       | 3–6, 3–6         |
| Döntős   | 5–5 | 2018. július        | ITF Porto, Portugália             | Salak   | Cristina Bucșa            | 6–7(4), 1–6      |
| Győztes  | 6–5 | 2019. március 31.   | ITF Pula, Olaszország             | Salak   | Kaja Juvan                | 7–6(3), 6–0      |
| Döntős   | 6–6 | 2024. június 9.     | ITF Caserta, Olaszország          | Salak   | Leyre Romero Gormaz       | 2–6, 6–4, 4–6    |

### Páros: 11 (5–6)
| Díjazás        |
| -------------- |
| $100,000 torna |
| $75,000 torna  |
| $50,000 torna  |
| $25,000 torna  |
| $15,000 torna  |
| $10,000 torna  |

| Borításonként |
| ------------- |
| Kemény (0–3)  |
| Salak (5–3)   |
| Fű (0–0)      |
| Szőnyeg (0–0) |

| Eredmény | No. | Dátum               | Torna                      | Borítás | Partner                | Ellenfelek                                   | Eredmény            |
| -------- | --- | ------------------- | -------------------------- | ------- | ---------------------- | -------------------------------------------- | ------------------- |
| Győztes  | 1.  | 2013. augusztus 31. | Caslano, Svájc             | Salak   | Chiara Grimm           | Sara Ottomano Barbora Štefková               | 6–4, 4–6, [10–4]    |
| Győztes  | 2.  | 2014. április 26.   | Chiasso, Svájc             | Salak   | Chiara Grimm           | Alice Matteucci Camilla Rosatello            | 7–5, 6–3            |
| Győztes  | 3.  | 2015. augusztus 23. | Lipcse, Németország        | Salak   | Priscilla Hon          | Pia König Conny Perrin                       | 6–1, 6–4            |
| Döntős   | 1.  | 2016. január 22.    | Guarujá, Brazília          | Kemény  | Laura Pigossi          | Paula Cristina Gonçalves Beatriz Haddad Maia | 7–6(3), 5–7, [7–10] |
| Döntős   | 2.  | 2016. június 17.    | Montpellier, Franciaország | Salak   | Lourdes Domínguez Lino | Prarthana Thombare Eva Wacanno               | 5–7, 6–2, [9–11]    |
| Döntős   | 3.  | 2016. szeptember 2. | Barcelona, Spanyolország   | Salak   | Alice Matteucci        | Andrea Gamiz Georgina García Pérez           | 2–6, 5–7            |
| Győztes  | 4.  | 2016. október 7.    | Pula, Olaszország          | Salak   | Tamara Zidanšek        | Claudia Giovine Camilla Rosatello            | 6–2, 6–4            |
| Döntős   | 4.  | 2016. október 16.   | Sarm es-Sejk, Egyiptom     | Kemény  | Guadalupe Pérez Rojas  | Mariam Bolkvadze Aljona Fomina               | 2–6, 3–6            |
| Döntős   | 5.  | 2016. október 23.   | Sarm es-Sejk, Egyiptom     | Kemény  | Guadalupe Pérez Rojas  | Irina Maria Bara Aljona Fomina               | 2–6, 1–6            |
| Győztes  | 5.  | 2016. november 5.   | Hammamet, Tunézia          | Salak   | Guadalupe Pérez Rojas  | Tamara Čurović Barbara Kötelesová            | 6–1, 4–6, [11–9]    |
| Döntős   | 6.  | 2017. március 5.    | Curitiba, Brazília         | Salak   | Laura Pigossi          | Gabriela Cé Andrea Gámiz                     | 6–4, 2–6, [2–10]    |

## Eredményei Grand Slam-tornákon

### Egyéni
| Grand Slam | Australian Open | Australian Open | Roland Garros  | Roland Garros    | Wimbledon      | Wimbledon        | US Open        | US Open         |
| Év         | Eredmény        | Utolsó ellenfél | Eredmény       | Utolsó ellenfél  | Eredmény       | Utolsó ellenfél  | Eredmény       | Utolsó ellenfél |
| 2016       | –               | –               | –              | –                | –              | –                | Selejtező (Q1) | Selejtező (Q1)  |
| 2017       | Selejtező (Q1)  | Selejtező (Q1)  | Selejtező (Q3) | Selejtező (Q3)   | —              | —                | Selejtező (Q1) | Selejtező (Q1)  |
| 2018       | Selejtező (Q1)  | Selejtező (Q1)  | Selejtező (Q1) | Selejtező (Q1)   | –              | –                | 2. kör         | Kaia Kanepi     |
| 2019       | Selejtező (Q1)  | Selejtező (Q1)  | Selejtező (Q1) | Selejtező (Q1)   | 1. kör         | A Potapova       | 1. kör         | Elise Mertens   |
| 2020       | 1. kör          | J Alekszandrova | 1. kör         | I-C Begu         | elmaradt       | elmaradt         | 1. kör         | Aliona Bolsova  |
| 2021       | 1. kör          | Cori Gauff      | –              | –                | 1. kör         | Camila Giorgi    | 2. kör         | Anett Kontaveit |
| 2022       | 2. kör          | V Azaranka      | 4. kör         | Sloane Stephens  | 1. kör         | Ajla Tomljanović | 1. kör         | Csang Suaj      |
| 2023       | 2. kör          | Csu Lin         | 1. kör         | Sara Errani      | 1. kör         | Magda Linette    | Selejtező (Q1) | Selejtező (Q1)  |
| 2024       | Selejtező (Q2)  | Selejtező (Q2)  | Selejtező (Q3) | Selejtező (Q3)   | Selejtező (Q1) | Selejtező (Q1)   | Selejtező (Q2) | Selejtező (Q2)  |
| 2025       | Selejtező (Q3)  | Selejtező (Q3)  | 2. kör         | Arina Szabalenka | 1. kör         | Lucia Bronzetti  |                |                 |

## Év végi világranglista-helyezései
| Év     | 2013  | 2014 | 2015 | 2016 | 2017 | 2018 | 2019 | 2020 | 2021 | 2022 | 2023 | 2024 |
| Egyéni | 789.  | 586. | 439. | 213. | 142. | 144. | 71.  | 57.  | 37.  | 35.  | 143. | 137. |
| Páros  | 1064. | 531. | 363. | 216. | 298. | 207. | 288. | 166. | 110. | 106. | 136. | 453. |